# سبزهای شهر بزرگ
سبزهای شهر بزرگ یک مجموعه تلویزیونی انیمیشن آمریکایی کمدی ماجراجویی است که توسط برادران هاتون ساخته شده و در تاریخ ۱۸ ژوئن ۲۰۱۸ در کانال دیزنی نمایش داده شد.

## فرض
پس از از دست دادن مزرعه خود در شهر اسمالتون، بیل گرین و دو فرزندش کریکت و تیلی با مادرش آلیس گرین (گراما) که در مزرعه ای کوچک در وسط شهری به نام "شهر بزرگ" زندگی می کند، به خانه می روند.
در نیمه دوم فصل سوم، بیل پس از بازیابی مزرعه خود با دوست کریکت، رمی، خانواده‌اش را به اسمالتون برمی‌گرداند.در پایان فصل سوم، کریکت، تیلی و بیل بین رفت و برگشت از شهر بزرگ به اسمالتون تعادل برقرار می کنند در حالی که نانسی مزرعه را در اسمالتون مدیریت می کند.